# Francisco Figueredo
Francisco Concepción Figueredo Caballero (ur. 12 sierpnia 1960, zm. 14 października 2019 w Villa Elisa) – paragwajski lekkoatleta, olimpijczyk.

## Życiorys
Figueredo wystąpił na Letnich Igrzyskach Olimpijskich 1984 w jednej konkurencji – biegu na 800 m. W swoim biegu eliminacyjnym zajął przedostatnie 7. miejsce (1:52,22), wyprzedzając wyłącznie Siegfrieda Crudena z Surinamu. Zgłoszony był także do udziału w biegu na 1500 m, oraz w sztafetach 4 × 100 m i 4 × 400 m, jednak nie pojawił się na starcie żadnej z tych konkurencji.
Po zakończeniu kariery zawodniczej trener. W 2016 roku był głównym trenerem reprezentacji Paragwaju U-23 podczas mistrzostw Ameryki Południowej. Jego podopiecznym był m.in. paragwajski długodystansowiec Derlis Ayala. Zmarł w 2019 roku w wyniku potrącenia ciężarówki. W 2020 roku ku jego pamięci rozegrano zawody Grand Prix Sudamericano del Paraguay.
Jego rekord życiowy w biegu na 800 m wynosi 1:50,17 i został ustanowiony podczas Igrzysk Panamerykańskich 1987 w Indianapolis. Rezultat ten nadal był rekordem Paragwaju w 2017 roku.